# Izomaltulozna sintaza
Izomaltulozna sintaza (EC 5.4.99.11, isomaltulozna sintetaza, saharozna alfa-glukoziltransferaza, trehalulozna sintaza) je enzim sa sistematskim imenom saharoza glukozilmutaza. Ovaj enzim katalizuje sledeću hemijsku reakciju
saharoza {\displaystyle \rightleftharpoons } 6-O-alfa--glukopiranozil-D-fruktofuranoza
Ovaj enzim simultano formira izomaltulozu (6-O-alfa--glukopiranozil-D-fruktozu) i manje količine trehaluloze (1-O-alfa--glukopiranozil-beta-D-fruktoze) iz saharoze.

## Literatura
- Nicholas C. Price; Lewis Stevens (1999). Fundamentals of Enzymology: The Cell and Molecular Biology of Catalytic Proteins (Third изд.). USA: Oxford University Press. ISBN 019850229X.
- Eric J. Toone (2006). Advances in Enzymology and Related Areas of Molecular Biology, Protein Evolution (Volume 75 изд.). Wiley-Interscience. ISBN 0471205036.
- Branden C; Tooze J. Introduction to Protein Structure. New York, NY: Garland Publishing. ISBN 0-8153-2305-0.
- Irwin H. Segel. Enzyme Kinetics: Behavior and Analysis of Rapid Equilibrium and Steady-State Enzyme Systems (Book 44 изд.). Wiley Classics Library. ISBN 0471303097.

## Spoljašnje veze
- Isomaltulose+synthase на 